# Caesarea (Izrael)
Caesarea, přesněji Kejsarja (hebrejsky קֵיסָרְיָה‎, arabsky قيسارية‎, Kajsarija, v oficiálním přepisu do angličtiny Qesaryya) je moderní sídlo typu společná osada (jišuv kehilati) v Izraeli, v Haifském distriktu, v oblastní radě Chof ha-Karmel, založené v 70. letech 20. století poblíž starověké lokality Caesarea Maritima.

## Geografie
Leží přibližně v poloviční vzdálenosti mezi Tel Avivem a Haifou v pobřežní nížině, nedaleko města Chadera.

## Dějiny

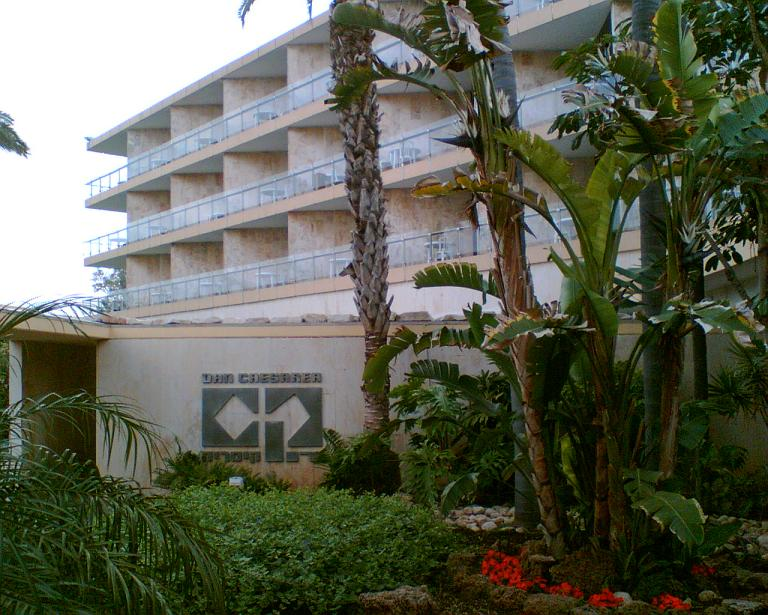
Hotel Dan v Caesariji

Na místě nynější obce stálo ve starověku přístavní město Caesarea Maritima, ve středověku využívané křižáky. V současnosti je Caesarea jedním z nejnavštěvovanějších turistických míst v Izraeli.
Vzniklo zde později také muslimské osídlení, které navazovalo na starověké sídlo. V roce 1878 se tu usadila skupina muslimů z Bosny, která opustila své domovy po rakousko-uherské okupaci Bosny. Roku 1884 byla ve vesnici založena chlapecká základní škola. Roku 1931 zde žilo 706 lidí ve 143 domech. V lednu a únoru 1948, ještě před vypuknutím války za nezávislost, byla vesnice dobyta izraelskými silami a arabské osídlení tu skončilo. Zdejší zástavba byla zčásti zbořena, zčásti zachována v rámci turistického areálu okolo starověké Caesareje.
Již před rokem 1948 se ale v tomto regionu objevilo i novověké židovské osídlení. Pozemky v okolí získal do židovského majetku baron Edmond James de Rothschild. Začaly tu vznikat židovské osady (například Sdot Jam roku 1940). V lednu 1943 začal poblíž Ceasareje první kurz pro speciální námořní komanda židovských jednotek Palmach. Tato lokalita v těchto letech hrála důležitou roli při organizování ilegální židovské imigrace.
Po vzniku státu Izrael v roce 1948 darovala rodina Rothschildů všechny pozemky, které na území Izraele vlastnila, do majetku státu, včetně pozemků v okolí Caesareje. Zároveň byla zřízena nadace Caesarea Edmond Benjamin de Rothschild Foundation a též firma Caesarea Development Corporation (hebrejsky: החברה לפיתוח קיסריה אדמונד בנימין דה רוטשילד‎), ve které měl izraelský stát a Rothschildové stejný podíl. Účelem nadace bylo připravit komplexní územní rozvoj regionu okolo historické Caesareje. Tato soukromá organizace pak řídila vznik nynější obce. Jde tak o unikátní model, kdy je obec spravována soukromou společností, navíc s rodinným kapitálem.
Nynější Caesarea (Kejsarja) vznikla roku 1977. Byla zbudována na pobřežním pásu severovýchodně od starověké Caesareje jako plánovité rezidenční sídlo. Jedná se o jedno z nejlidnatějších míst v Izraeli neuznaných jako místní rada a tedy formálně patřících do kategorie vesnických sídel (byť populačně a urbanisticky jde sídlo městského typu). Od roku 2003 je členskou obcí Oblastní rady Chof ha-Karmel. Místní ekonomika je založena na službách a turistickém ruchu. Nachází se zde největší izraelské golfové hřiště (18 jamek). Turisticky využívány jsou i starověké archeologické památky a také mořské pobřeží. Kejsarja se řadí mezi nejluxusnější izraelská rezidenční sídla.
V říjnu 1997 se zde konala schůzka mezi prezidentem Izraele Ezerem Weizmanem a palestinským předákem Jásirem Arafatem, která měla odstranit napětí mezi oběma stranami.

## Slavní obyvatelé
- Ezer Weizman – bývalý izraelský prezident
- Keren Ann – popová zpěvačka
- Arkadij Gajdamak – rusko-izraelský miliardář
- Ejtan Wertheimer – průmyslník
- Benjamin Netanjahu – politik a současný izraelský premiér

## Demografie
Podle údajů z roku 2014 tvořili naprostou většinu obyvatel v Caesareji Židé – cca 4600 osob (včetně statistické kategorie "ostatní", která zahrnuje nearabské obyvatele židovského původu ale bez formální příslušnosti k židovskému náboženství, cca 4700 osob).
Jde o menší sídlo vesnického typu s dlouhodobě rostoucí populací. K 31. prosinci 2014 zde žilo 4760 lidí. Během roku 2014 populace stoupla o 2,8 %.
| Rok            | 1983 | 1995  | 2001  | 2003  | 2004  | 2005  | 2006  | 2007  | 2008  | 2009  | 2010  | 2011  | 2012  | 2013  | 2014  |
| -------------- | ---- | ----- | ----- | ----- | ----- | ----- | ----- | ----- | ----- | ----- | ----- | ----- | ----- | ----- | ----- |
| Počet obyvatel | 527  | 1 503 | 3 320 | 3 776 | 4 022 | 4 281 | 4 431 | 4 542 | 4 695 | 4 166 | 4 313 | 4 463 | 4 563 | 4 632 | 4 760 |